# Hannah Hoekstra
Hannah Hoekstra (Rotterdam, 10 febbraio 1987) è un'attrice olandese.

## Biografia
Nel 2010 si è laureata all'Amsterdam Theatre Academy, dove ha studiato dal 2006. Nel 2011 ha debuttato nel piccolo schermo, recitando per un ruolo minore nella serie televisiva Flikken Maastricht. Nel 2012 ha ottenuto una certa fama recitando nel film Hemel, in cui grazie alla sua bellezza interpreta una ragazza ninfomane. Il film è stato mostrato al Festival di Berlino e ha ricevuto un premio speciale FIPRESCI. Ha vinto il premio Golden Calf al Festival del Cinema Olandese, come miglior attrice protagonista e ottiene anche una nomination per Rembrandt Award. Tra il 2016 e 2017, grazie al motion capture, ha prestato il suo volto e lineamenti ad Aloy, protagonista del videogioco del 2017 Horizon Zero Dawn, sviluppato da Guerrilla Games e pubblicato da Sony Interactive Entertainment. Successivamente ha prestato il suo volto al medesimo personaggio anche nel secondo capitolo, Horizon Forbidden West, uscito nel 2022.

## Filmografia

### Cinema
- Hemel, regia di Sacha Polak (2012)
- Mees Kees, regia di Barbara Bredero (2012)
- Mees Kees op kamp, regia di Barbara Bredero (2013)
- App, regia di Bobby Boermans (2013)
- The Canal, regia di Ivan Kavanagh (2014)
- Mees Kees op de planked, regia di Barbara Bredero (2014)
- Heart Street, regia di Sanne Vogel (2014)
- La Fury, regia di André van Duren (2016)
- Arthur & Claire, regia di Miguel Alexandre (2017)
- Charlie's Angels, regia di Elizabeth Banks (2019)
- I nostri segreti (Faithfully Yours), regia di André van Duren (2022)
- Cocainorso (Cocaine Bear), regia di Elizabeth Banks (2023)

### Televisione
- Flikken - Coppia in giallo – serie TV, episodio 5x05 (2011)
- You Are Wanted – serie TV, 4 episodi (2018)
- Come vendere droga online (in fretta) – serie TV, episodi 2x01-2x06 (2020)

## Riconoscimenti
- Festival internazionale del cinema di Berlino
  - 2017 – Shooting Stars Award[2]